# Tumidifrontia
Tumidifrontia är ett släkte av fjärilar. Tumidifrontia ingår i familjen nattflyn.
Kladogram enligt Catalogue of Life:
| Tumidifrontia | \| \| Tumidifrontia castaneotincta \| \| \| \| \| \| Tumidifrontia roseitincta \| \| \| \| |
|               | \| \| Tumidifrontia castaneotincta \| \| \| \| \| \| Tumidifrontia roseitincta \| \| \| \| |
|               | Tumidifrontia castaneotincta                                                               |
|               |                                                                                            |
|               | Tumidifrontia roseitincta                                                                  |
|               |                                                                                            |